# Лясек (Нижньосілезьке воєводство)
Лясек (пол. Lasek, нім. Förstchen) — село в Польщі, у гміні Уданін Сьредського повіту Нижньосілезького воєводства.
Населення — 99 осіб (2011).
У 1975-1998 роках село належало до Легницького воєводства.

## Демографія
Демографічна структура станом на 31 березня 2011 року:
|          | Загалом | Допрацездатний вік | Працездатний вік | Постпрацездатний вік |
| -------- | ------- | ------------------ | ---------------- | -------------------- |
| Чоловіки | 51      | 10                 | 38               | 3                    |
| Жінки    | 48      | 6                  | 32               | 10                   |
| Разом    | 99      | 16                 | 70               | 13                   |